# Denis Cailleaux
Pour les articles homonymes, voir Cailleaux.
Denis Cailleaux, né en 1957, est un historien, archéologue médiéviste et universitaire français, spécialisé dans l'étude de la construction des édifices médiévaux du sud de l'Île-de-France et du nord de la Bourgogne.
Maître de conférences d'Histoire de l'art et d'Archéologie du Moyen Âge à l'université de Bourgogne (Dijon), ancien Chargé de cours aux universités Paris I et Paris XIII, ancien Chargé de conférences  à l'École des hautes études en sciences sociales (EHESS, Paris et Lyon), ancien adjoint à la Conservation du Musée de la vie romantique à Paris.

## Principales publications
- CAILLEAUX, D., 1999. La cathédrale en chantier. La construction du transept de Saint-Étienne de Sens d'après les comptes de la fabrique. 1490-1517. éd. du CTHS, Paris, 1999, 668 p.
- CAILLEAUX D. ET L.1995. sens de la belle époque à la libération éd.Lys Éd.-Éd. Amattéis
- CAILLEAUX, D., 1991. " Enquête sur les bâtiments industriels cisterciens : l'exemple de Preuilly ", dans Bulletin de la Société nationale des Antiquaires de France, 1991, p. 151-164.
- BENOÎT, P., CAILLEAUX, D., éds., 1991. Moines & Métallurgie dans la France médiévale, actes du colloque réuni à Paris les 13 et 14 mars 1987 (Univ. Paris 1-CNRS), éditions AEDEH, diffusion Picard, Paris, 1991, 368 p.
- BENOÎT, P., CAILLEAUX, D., éds., 1988. Hommes et travail du métal dans les villes médiévales, actes de la table ronde réunie à Paris le 23 mars 1984, éditions AEDEH, diffusion Picard, Paris, 1988, 254 p.
- CAILLEAUX, D., 1987. " L'industrie du fer en Sénonais et forêt d'Othe à la fin du Moyen Âge ", dans Actes du 109e congrès national des Sociétés savantes (Dijon, 1984), p. 147-163.
- CAILLEAUX, D., 1987. " L'implantation des Frères mineurs dans le diocèse de Sens au XIIIe siècle, Sens, Provins, Etampes ", dans Actes du 109e congrès national des Sociétés savantes (Dijon, 1984), p. 265-303.
- CAILLEAUX, D., 1987. " La restauration de l'abbaye de Fontenay ", dans Bulletin Archéologique du Comité des Travaux historiques et scientifiques, fasc. 19 A, p. 69-95.
- CAILLEAUX, D., 1985. " Les comptes des Célestins de Sens (1477-1482) : Edition et commentaire ", dans Pierre et métal dans le bâtiment au Moyen Âge, études réunies par O. Chapelot et P. Benoît, éditions de l'EHESS, Paris, 1985, p. 117-156.